# 川辺町立川辺中学校
川辺町立川辺中学校（かわべちょうりつ かわべちゅうがっこう）は岐阜県加茂郡川辺町にある公立の中学校。
川辺町唯一の中学校であり、川辺東小学校、川辺西小学校、川辺北小学校の児童が進学する。 

## 沿革
- 1947年（昭和22年）4月1日 - 加茂郡川辺町に川辺町立川辺中学校が開校する。校舎は川辺町立川辺小学校に隣接する旧・川辺国民学校高等科の校舎を使用。
- 1948年（昭和23年）11月 - 中学校校舎が完成。
- 1953年（昭和28年）4月 - 川辺町、上米田村、三和村で学校組合を結成。川辺町立川辺中学校、上米田村立上米田中学校、三和村伊深村組合立伊深中学校の三和村の校区を統合し、川辺町上米田村三和村学校組合立中部中学校を設置する。本校は旧・川辺中学校に設置、上米田分校、三和分校（伊深中学校に併設され、三和村の生徒が対象。）を設置する。
- 1954年（昭和29年）4月1日 - 
  - 川辺町中川辺に統一校舎（木造2階建・1階建）が完成。加茂郡学校組合立中部中学校に改称する。上米田分校、三和分校を廃止。
  - 太田町、古井町、山之上村、蜂屋村、加茂野村、伊深村、下米田村、及び三和村の一部（廿屋・川浦）、和知村の一部が合併し、美濃加茂市が発足。三和村の残部（鹿塩）は川辺町に編入される。旧・三和村の生徒のうち鹿塩地区の生徒が中部中学校への通学となる。美濃加茂市に編入された川浦地区は中部中学校へ委託される。
- 1955年（昭和30年）4月1日 - 川辺町と上米田村が対等合併し、新たな川辺町が発足。同時に川辺町立中部中学校に改称する。美濃加茂市川浦地区の委託を解消。
- 1962年（昭和37年）4月 - 加茂郡学校組合立下麻生中学校を統合する。特別教室（木造2階建）を新築。旧・川辺中学校校舎（1948年11月新築）を移築する。
- 1978年（昭和53年）4月 - 川辺町立川辺中学校に改称する。
- 1984年（昭和59年）10月 - 新校舎（鉄筋コンクリート造3階建）が完成。

## 著名な出身者
- 大生虎史（プロ野球選手）

## 義務教育学校の計画
- 川辺町の3小学校1中学校を統合し、2030年に義務教育学校を開校することを計画している。校舎は川辺中学校の校舎の改修及び新築を予定している。
- 2025年4月の川辺町長選挙では、義務教育学校を推進していた現職の佐藤光宏が落選し、木下宙が当選。木下は義務教育学校の計画の見直しの方針を示している。